# Куку
Куку  је племе народа Бари који живи у централној Африци. Насељавају просторе југоисточног дела Централне Екваторије у Јужном Судану, јужно од града Џубе. Мањи део живи и на крајњем северу Уганде. Има их укупно око 20-30 хиљада и практикују традиционлана афричка веровања. Говоре бари језиком из нилотске групе, тачније куку дијалектом. Углавном се баве пољопривредом и једним делом и сточарством.